# Acid hipoiodos
Acidul hipoiodos este un acid anorganic slab cu formula chimică HIO. Este format din hidrogen, iod și oxigen. Sărurile acestui acid se numesc hipoiodiți.
Se poate forma la tratarea unei soluții apoase de iod cu săruri mercurice sau argintice.